# 細胞溶解素
細胞溶解素（さいぼうようかいそ）とは微生物、植物あるいは動物によって分泌される生体物質の一つであり、種々の細胞に特異的に傷害（多くの場合、溶解）を与える毒素である。特定の細胞に特異的に作用する細胞溶解素の名前はその標的細胞に因んで決められる。例えば、赤血球（hemoglobin）の破壊に関与する細胞溶解素は溶血素（hemolysin）と命名されている 。
細胞溶解素は、リステリア・モノサイトゲネス等の特定の細菌が宿主のマクロファージに捕食された際に、ファゴソーム膜を破壊して細胞質へと脱出することを可能にする。

## 歴史と背景
「細胞溶解素」あるいは「細胞溶解毒素」という用語は、細胞への溶解効果を有するmembrane damaging toxin（MDT）を表現するためにAlan Bernheimerによって最初に提唱された。最初に発見された細胞溶解毒素は、ヒトのような特定の感受性種の赤血球に溶血作用を示すものだった。このため、当時、MDTは全て溶血素と表現されていた。1960年代に特定のMDTは白血球などの赤血球以外の細胞に作用することが判明した。こうして、溶血素と区別するためにBernheimerは細胞溶解素という新用語を作った。細菌性タンパク質毒素の3分の1以上は細胞溶解素であり、中には人に対して非常に毒性が強いものも存在する。例えば、ボツリヌス毒素の毒性はヒトに対してヘビ毒よりも3x105 以上強く、中毒量はわずか8×10-8mgである。ウェルシュ菌やブドウ球菌（Staphylococcus spp.）などの多種多様なグラム陽性菌やグラム陰性菌は細胞溶解素を持つ。
細胞溶解素について様々なテーマの研究が行われている。1970年代以来、40以上の新規の細胞溶解素が発見されている。今日までに約70個の細胞溶解素タンパク質の遺伝的構造が研究され公開されている。膜損傷の詳細なプロセスも調査されている。Rossjohnらは、真核細胞上に膜孔を形成するチオール活性化細胞溶解素であるパーフリンゴリジンO（PFO）の結晶構造を示した。膜チャネル形成の詳細なモデルが構築され、膜へと挿入されるメカニズムが明らかとなった。ShaturskyらはPFOの膜内挿入機構を研究した。Larryらは、多くのグラム陰性細菌によって分泌されるMDTのファミリーであるRTX毒素の膜貫通モデルに焦点を当てた。RTXから標的脂質膜へのタンパク質の挿入および輸送プロセスが明らかになった。

## 分類

### チオール活性の有無による分類
チオール化合物によって活性化されるか否かで2つに大別される。
- チオール活性
  - 酵素によって可逆的に失活し、チオール化合物（システインやチオグリコール酸など）によって活性を復活させる。コレステロールとよく結合し、結合されると活性が阻害される。
- 非チオール活性
  - ブドウ球菌α毒素、ブドウ球菌ロイコシジン、緑膿菌ロイコシジンがよく研究されている。

| 細胞溶解素     | 細胞溶解素         | 産生細菌                 | 分子量 |
| -------------- | ------------------ | ------------------------ | ------ |
| チオール活性   | ストレプトリジンO  | Streptococcus属          | 50-53  |
| チオール活性   | ストレプトリジンO  | （A, B, C, G）           | 61-69  |
| チオール活性   | θ-毒素             | Clostridium perfringens  | 59-62  |
| チオール活性   | テタノリジン       | Clostridium tetani       | 41-47  |
| チオール活性   | ニューモリシン     | Streptococcus pneumoniae | 45     |
| チオール活性   | セレオリシン       | Bacillus cereus          | 52     |
| 非チオール活性 | ブドウ球菌α毒素    | Staphylococcus aureus    | 36     |
| 非チオール活性 | ブドウ球菌β毒素    | 〃                       | 59     |
| 非チオール活性 | ブドウ球菌δ毒素    | 〃                       | 68     |
| 非チオール活性 | ロイコシジンS成分  | 〃                       | 31     |
| 非チオール活性 | ロイコシジンF成分  | 〃                       | 32     |
| 非チオール活性 | ウェルシュ菌α毒素  | Clostridium perfringens  | 43     |
| 非チオール活性 | 緑膿菌ロイコシジン | Pseudomonas aeruginosa   | 42     |

### 細胞障害機構による分類
細胞溶解素はその傷害メカニズムにより3つのタイプに分けられる。
- 真核細胞の脂質二重膜のリン脂質を溶解させるタイプ。代表的なものにはウェルシュ菌α毒素（ホスホリパーゼC）、黄色ブドウ球菌β毒素（スフィンゴミエリナーゼC）およびVibrio damsela毒素（ホスホリパーゼD）がある。 ファラン（Farlane）らは、1941年にウェルシュ菌α毒素の分子メカニズムを調べ、細菌性タンパク質毒素研究の先駆けとなった。
- 界面活性剤のように作用して膜の疎水性領域を攻撃するタイプ。このタイプの例には、各種Straphylococcus属細菌（Straphylococcus aureus、S. haemolyticusおよびS. lugdunensis）由来の26アミノ酸δ毒素、Bacillus subtilis毒素およびPseudomonas aeruginosa由来の細胞溶解素が含まれる。
- 標的の膜に膜孔を形成するタイプ。このタイプの細胞溶解素は、膜孔形成毒素（pore-forming toxin：PFT）と呼ばれており、細胞溶解素で最大のグループである。例としては、ウェルシュ菌（Clostridium perfringens）由来のパーフリンゴリジンO、大腸菌（Escherichia coli）由来の溶血素、およびリステリア・モノサイトゲネス（Listeria monocytogenes）由来のリステリオリシンOが挙げられる。このタイプの細胞溶解素の標的は、一般的な細胞膜から、コレステロールや食細胞膜などのより特異的な細胞膜にも及ぶ[5]。

## 膜孔形成細胞溶解素
膜孔形成細胞溶解素（Pore forming cytolysin：PFC）とは、細胞膜に膜孔を形成し、細胞死を誘導する毒素のことである。すべての膜傷害性細胞溶解素の約65％を構成する。最初に見つかったのは、1972年にManfred Mayerによって発見された赤血球のC5-C9挿入であった。PFCの産生生物はバクテリア、真菌、さらには植物など広範囲に存在する。PFCの病原性発現機構には、通常、標的細胞の膜へのチャネルまたは孔の形成がある。この膜孔の構造は様々である。ポリン様構造は一定の大きさの分子を通過させる。膜孔全体で電場が不均一に分布し、選択的に特定の分子のみを通過させる。ポリン様構造のPFCには黄色ブドウ球菌α溶血素がある。これとは別に、膜孔を膜融合によって形成するタイプもある。 Ca2+によって制御される小胞の膜融合がこのタイプである。

### 膜孔形成過程
より複雑な膜孔形成機構には、PFC単量体のオリゴマー化過程が含まれる。この膜孔形成機構は3つの段階を踏む。
1. 細胞溶解素が微生物によって産生される。大腸菌などのある種の微生物の場合、細胞溶解素を菌体外に放出するために自身の細胞膜にまず孔を開ける必要がある。この段階では、水溶性の形態でタンパク質単量体が放出される[16]。この形態の細胞溶解素は産生微生物にとっても有毒である。例えば、コリシンは大腸菌細胞内で核酸を消費する[17]。このような毒性を抑えるために、産生微生物は、損傷を与える前に細胞溶解素に結合する免疫タンパク質を産生する。
2. 細胞溶解素は標的膜上の受容体と結合することによって標的細胞膜に接着する。受容体によって複数の細胞溶解素単量体は互いに結合し、オリゴマーのクラスターを形成する。
3. 形成された細胞溶解素クラスターは標的細胞の膜を貫通し、膜孔を形成する。膜孔のサイズは1-2nm（黄色ブドウ球菌α毒素、大腸菌α溶血素、アエロモナス属菌のアエロリシン）から25-30nm（ストレプトリジンO、ニューモリシン）まで様々である。

### PFCの分類
PFCはその二次構造の特徴から、αヘリックス型のα-PFT、βシート型のβ-PFTがある。大半はβ-PFTである。α-PFTのサルモネラ菌由来の細胞溶解素Aは膜孔を形成する際にαヘリックスの束を細胞膜に刺し込む。一方、β-PFTとは、βシート構造を束ねて、細胞膜内に細胞膜を貫通するβバレル構造を形成するPFCのことである。β-PFTの分子構造の特徴はβシートに富むこと、細胞膜と相互作用する膜孔形成領域において疎水性残基と親水性残基が交互に並んでいる配列があることである。次の表に代表的なα-PFTおよびβ-PFTを示す。
| 分類  | 例                             | 産生生物                                        |
| ----- | ------------------------------ | ----------------------------------------------- |
| α-PFT | コリシンIa                     | Escherichia coli                                |
| α-PFT | 緑膿菌外毒素A                  | Pseudomonas aeruginosa                          |
| α-PFT | equinatoxin II                 | ウメボシイソギンチャク                          |
| β-PFT | エロリジン                     | Aeromonas hydrophila                            |
| β-PFT | Clostrim septicum α毒素        | Clostrim septicum                               |
| β-PFT | 黄色ブドウ球菌α溶血素          | 黄色ブドウ球菌                                  |
| β-PFT | 緑膿菌細胞毒素                 | Pseudomonas aeruginosa                          |
| β-PFT | 炭疽菌防御抗原                 |                                                 |
| β-PFT | コレステロール依存性細胞溶解素 | Clostridium perfringens、Listeria monocytogenes |

### 重要性
膜孔形成細胞溶解素の致死効果は、単細胞に対して流入および流出障害が引き起こされることによって現れる。膜孔にはN+などのイオンが通過することで標的細胞に正常な範囲以上にイオンが流入して膨張し、結果、細胞溶解が引き起こされる。標的細胞膜が破壊されると、細胞溶解素を産生した細菌は、標的細胞が内部に保有していた鉄やサイトカインなどを消費することができるようになる。 

## コレステロール依存性細胞溶解素
コレステロール依存性細胞溶解素（Cholesterol-dependent cytolysin： CDC）あるいはコレステロール結合性細胞溶解素（Cholesterol-binding cytolysin： CBC）とは細胞膜コレステロールを受容体として結合し、細胞膜に膜孔を形成して細胞を破壊する毒素である。CDCは多くのグラム陽性菌に存在する。CDCの膜孔形成は標的細胞膜上にコレステロールの存在を必要とする。CDCによって作り出される孔径は25〜30nmと大きい。ただし、必ずしも接着段階でコレステロールは必要ではない。例えばインターメディリシンは、標的細胞に結合する接着段階ではタンパク質受容体の存在のみを必要とし、膜孔形成段階ではコレステロールを必要とする。水溶性単量体はオリゴマー化してpre-pore錯体と呼ばれる中間体を形成し、次いでβバレルが膜を貫通する。